# Émile Pourésy
Émile Pourésy (né le 16 février 1864 à Sundheim et mort en 1948) est un disciple de Louis Comte, et agent général de la Ligue pour le relèvement de la moralité publique. Il s'engage fermement contre l'immoralité, notamment pour la lutte anti-pornographique. 

## Biographie
Issu d'une famille modeste, il épouse la foi protestante à l'âge de 19 ans. Il rejoint le 11e régiment d'artillerie de marine en décembre 1885, et est promu maréchal des logis le 23 août 1888, néanmoins il démissionne en mars 1898. Il est décoré pour ses services militaires de la médaille militaire en 1906. Disciple du pasteur dreyfusard Louis Comte, il s'adonne à des proposer des conférences et des brochures abolitionnistes, où il démontre son intérêt pour la lutte contre la pornographie. Il donne des conférences au sein de milieux anarchistes et de milieux nationalistes comme l'Action française. Il est chargé par le maréchal Lyautey de moraliser les jeunes recrues militaires dans l'idée de faire chuter les maladies vénériennes. 
En 1908, il produit un compte rendu détaillé des obscénités journalistiques, ses travaux fournissent le cadre des premières théories médicales sur les effets de la pornographie. Il est fait chevalier de la légion d'honneur par décret du 23 février 1921. 
Il assume la responsabilité d'agent général de la Ligue pour le relèvement de la moralité publique. Ligue dans laquelle il anime, le bulletin d'informations anti-pornographiques. Dans ses articles, il impute la défaite de 1940 à l'esprit de jouissance de la France et au Front Populaire, il adopte un ton pétainiste. Toutefois la presse Relèvement Social dans laquelle il collabore est interdite par la censure du régime de Vichy, notamment pour ses critiques sur l'insuffisance du gouvernement sur l'anti-pornographie.  

## Œuvres
- Souvenirs de vingt-cinq années de lutte contre l'immoralité publique, 1928.
- Le Bilan actuel de la pornographie, 1928.
- De l'Amour au mariage, 1929.
- La Fédération française des sociétés contre l'immoralité publique… son but, son caractère, son programme, ses moyens d'action et de propagande, 1929.
- La Vie morale et le respect de la femme, aux hommes et aux jeunes gens, 1938.
- Les autres chez nous, choses vues, simples observations sur la vie et les mœurs des petits animaux dits sauvages, en Saintonge, 1938.
- Au service de la vie et de la vérité sexuelles. Quelques solutions originales et authentiques de la question sexuelle recueillies au cours de quarante années de propagande morale, 1939.
- Appels adressés à nos défenseurs, 1943.
- Aux pères et aux mères et à leurs enfants, 1947
- Le Testament de ma vieillesse, choses vues, choses entendues, choses dites, écrites et choses vécues, 1947.